# ریچارد کرسول
ریچارد کرسول (انگلیسی: Richard Cresswell؛ زادهٔ ۲۰ سپتامبر ۱۹۷۷) یک بازیکن فوتبال اهل بریتانیا است.